# Nasser Mohammadkhani
Nasser Mohammadkhani (en persa: ناصر محمدخانی‎, Teherán, Irán; 7 de septiembre de 1957) es un exfutbolista de Irán que jugaba en la posición de delantero.

## Carrera

### Club
| Periodo   | Club             |
| --------- | ---------------- |
| 1975–1976 | Sanaati Behshahr |
| 1976–1981 | Rah Ahan FC      |
| 1981–1986 | Persepolis FC    |
| 1986–1989 | Qatar SC         |
| 1989–1994 | Persepolis FC    |

### Selección nacional
Jugó para Irán de 1982 a 1990 con la que anotó 14 goles en 27 partidos, fue goleador de la Copa Asiática 1984 y participó en dos ediciones de los Juegos Asiáticos, donde ganó la medalla de oro en la edición de 1990 en China.

## Logros

### Club
Persepolis
- Asian Cup Winners' Cup (1): 1990–91
- Copa Hazfi (1): 1991–92
- Liga de la Provincia de Teherán (3): 1982–83, 1989–90, 1990–91
- Copa Hazfi de Teherán (1): 1981-82

Qatar SC
- Copa del Jeque Jassem (1): 1987

### Selección nacional
- Asian Games Gold Medal (1): 1990

### Individual
- Goleador de la Copa Asiática 1984

## Vida personal

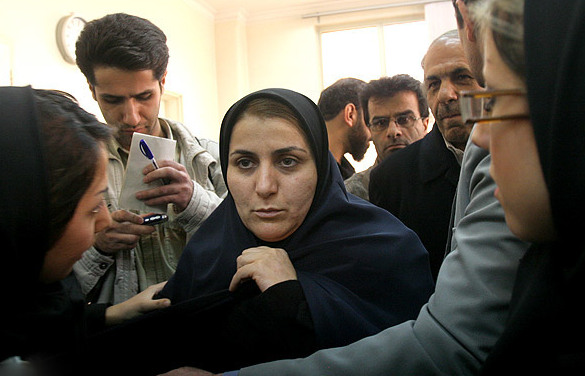
La cónyuge de Mohammadkhani en los juzgados

Mohammadkhani fue involucrado en un caso público en la corte de Irán luego de que su esposa Laleh Saharkhizan fue encontrada muerta en su apartamento el 9 de octubre de 2002. Shahla Jahed, su esposa en un matrimonio temporal, fue condenada por la muerte de Laleh. Mohammadkhani estaba en Alemania cuando ocurrío el asesinato, pero más tarde apareció que él estaba "temporalmente casado" con Jahed, una práctica permitida dentro del chiismo y amparado por la ley iraní. Jahed fue ejecutada en 2010, conpletando el procedimiento de sentencia. En 2008, el entonces jefe judicial iraní Mahmoud Hashemi Shahroudi, ordenó reabrir la investigación por no aplicar correctamenter la sanción (basado en lo que fue una confesión dudosa) fuera inaceptable.